# 长沙国际金融中心
长沙国际金融中心（英語：Changsha International Finance Square，简称长沙IFS）位于长沙市芙蓉区五一商圈核心地段解放西路188号，紧邻黄兴路步行街、五一大道，无缝连接长沙地铁1号线、2号线五一广场站，是一家集大型商场、写字楼及五星级酒店等设施于一体的超高层大型城市综合体。项目总投资超200亿，总建筑面积约102万平方米，包括涵盖地下两层及地面七层的商业部分及两幢连通的塔楼建筑，商場面積約25萬平方米，是目前九龙仓集团的投资物业项目中投资金额最大、楼高最高、商业面积最大的项目。主塔楼T1共94层建筑高度452米，是長沙第一高樓，副塔楼T2共63层建筑高度308米。
在长沙国际金融中心7楼空中雕塑花园内，永久展示由美国当代艺术家KAWS制作的巨型铜制雕塑「KAWS: SEEING/WATCHING」，成为了长沙市网红新地标。

## 项目历史
2011年2月18日，九龙仓集团以56.3693亿元，获得总面积93900m²的长沙市芙蓉区东牌楼[2011]网挂001号地块。
2011年3月，在东牌楼九龙仓项目施工工地，发现古井群，随后通过长沙市文物考古研究所组织的勘探发掘，发现宋代官署街坊建筑基址、明王府建筑遗址与城墙遗址，战国至明清各时期的文化堆积层和古井、窖藏、房址、灰坑等大量生活遗迹，涉及考古工地面积2500余平方米。
2011年9月23日，长沙国际金融中心正式奠基。
2011年9月，湖南省湖湘文物工程有限公司与长沙市文物科技保护中心联合制定《长沙国金中心建设工地考古遗址迁移保护工程方案》，提出对遗址采取整体截取、切块搬迁至室内的方法进行保护。
2011年9月至11月，长沙国际金融中心建设工地考古遗址迁移保护工程共迁移保护遗址箱体180箱，通过箱体防霉防潮处理后，已经吊运至临时仓库存放，待后期保护工程完工后，将迁移至长沙市博物馆新馆复原展示。整个工程从国金中心投资方九龙仓集团获得相关资金300多万元。
2016年4月28日，九龙仓长沙国际金融中心主塔楼核心筒混凝土封顶。
2016年8月10日，九龙仓长沙国际金融中心钢结构封顶。
2017年3月，九龙仓长沙国际金融中心成功送电。
2018年5月7日，九龙仓长沙国际金融中心项目竣工交付使用。

## 功能区划
| 樓層 | 設備/承租戶                                                      |
| ---- | ---------------------------------------------------------------- |
| R    | 天面層                                                           |
| 95   | 機電層                                                           |
| 94   | 機電層                                                           |
| 93   | 天際大堂、欣廚、悅廊、吧93                                       |
| 92   | 多功能房                                                         |
| 91   | 尼依格羅酒店客房                                                 |
| 90   | 尼依格羅酒店客房                                                 |
| 89   | 尼依格羅酒店客房                                                 |
| 88   | 尼依格羅酒店客房                                                 |
| 87   | 尼依格羅酒店客房                                                 |
| 86   | 尼依格羅酒店客房                                                 |
| 85   | 尼依格羅酒店客房                                                 |
| 84   | 避火區、機電層                                                   |
| 83   | 避火區、機電層                                                   |
| 82   | 辦公樓層（第7區）                                                |
| 81   | 辦公樓層（第7區）                                                |
| 80   | 辦公樓層（第7區）                                                |
| 79   | 辦公樓層（第7區）                                                |
| 78   | 辦公樓層（第7區）                                                |
| 77   | 辦公樓層（第7區）                                                |
| 76   | 辦公樓層（第7區）                                                |
| 75   | 辦公樓層（第7區）                                                |
| 74   | 辦公樓層（第7區）                                                |
| 73   | 辦公樓層（第6區）                                                |
| 72   | 辦公樓層（第6區）                                                |
| 71   | 辦公樓層（第6區）                                                |
| 70   | 避火區、機電層                                                   |
| 69   | 辦公樓層（第6區）                                                |
| 68   | 辦公樓層（第6區）                                                |
| 67   | 辦公樓層（第6區）                                                |
| 66   | 辦公樓層（第5區）                                                |
| 65   | 辦公樓層（第5區）                                                |
| 64   | 辦公樓層（第5區）                                                |
| 63   | 辦公樓層（第5區）                                                |
| 62   | 辦公樓層（第5區）                                                |
| 61   | 辦公樓層（第5區）                                                |
| 60   | 辦公樓層（第5區）                                                |
| 59   | 辦公樓層（第5區）                                                |
| 58   | 寫字樓空中大堂                                                   |
| 57   | 避火區、機電層                                                   |
| 56   | 避火區、機電層                                                   |
| 55   | 辦公樓層（第4區）                                                |
| 54   | 辦公樓層（第4區）                                                |
| 53   | 辦公樓層（第4區）                                                |
| 52   | 辦公樓層（第4區）                                                |
| 51   | 辦公樓層（第4區）                                                |
| 50   | 辦公樓層（第4區）                                                |
| 49   | 辦公樓層（第4區）                                                |
| 48   | 辦公樓層（第4區）                                                |
| 47   | 辦公樓層（第4區）                                                |
| 46   | 辦公樓層（第4區）                                                |
| 45   | 辦公樓層（第3B區）                                               |
| 44   | 辦公樓層（第3B區）                                               |
| 43   | 避火區、機電層                                                   |
| 42   | 辦公樓層（第3B區）                                               |
| 41   | 辦公樓層（第3B區）                                               |
| 40   | 辦公樓層（第3B區）                                               |
| 39   | 辦公樓層（第3B區）                                               |
| 38   | 辦公樓層（第3A區）                                               |
| 37   | 辦公樓層（第3A區）                                               |
| 36   | 辦公樓層（第3A區）                                               |
| 35   | 辦公樓層（第3A區）                                               |
| 34   | 辦公樓層（第3A區）                                               |
| 33   | 辦公樓層（第3A區）                                               |
| 32   | 辦公樓層（第3A區）                                               |
| 31   | 辦公樓層（第3A區）                                               |
| 30   | 寫字樓空中大堂                                                   |
| 29   | 避火區、機電層                                                   |
| 28   | 避火區、機電層                                                   |
| 27   | 辦公樓層（第2區）                                                |
| 26   | 辦公樓層（第2區）                                                |
| 25   | 辦公樓層（第2區）                                                |
| 24   | 辦公樓層（第2區）                                                |
| 23   | 辦公樓層（第2區）                                                |
| 22   | 辦公樓層（第2區）                                                |
| 21   | 辦公樓層（第2區）                                                |
| 20   | 辦公樓層（第2區）                                                |
| 19   | 辦公樓層（第2區）                                                |
| 18   | 辦公樓層（第1區）                                                |
| 17   | 辦公樓層（第1區）                                                |
| 16   | 辦公樓層（第1區）                                                |
| 15   | 辦公樓層（第1區）                                                |
| 14   | 辦公樓層（第1區）                                                |
| 13   | 辦公樓層（第1區）                                                |
| 12   | 辦公樓層（第1區）                                                |
| 11   | 辦公樓層（第1區）                                                |
| 10   | 避火區、機電層                                                   |
| 9    | 辦公樓層（第1區）                                                |
| 8    | 茵園禮堂、鐘樓、花園                                             |
| 7    | 避火區、機電層                                                   |
| 6    | 健身房、游泳池、清軒水療                                         |
| 5    | 尼依格羅宴會廳、多功能房、宴會沙龍、貴賓廊、寫字樓大堂中空部份   |
| 4    | 尼依格羅酒店大堂、咖啡廳、商場、寫字樓大堂、禮賓台、落客區       |
| 3    | 寫字樓大堂、禮賓台、商場                                         |
| 2    | 大堂中空部份、酒店員工區域、商場、貴賓廊                         |
| 1    | 寫字樓入口大堂、禮賓台、尼依格羅酒店入口大堂、酒店員工區域、商場 |
| LG1  | 機電層、商場                                                     |
| LG2  | 機電層、寫字樓停車場大堂、商場                                   |
| P3M  | 停車場、貨物起卸區                                               |
| P3   | 停車場、貨物起卸區                                               |
| P4   | 停車場、機電層                                                   |
| P5   | 停車場、機電層                                                   |

## 電梯配置

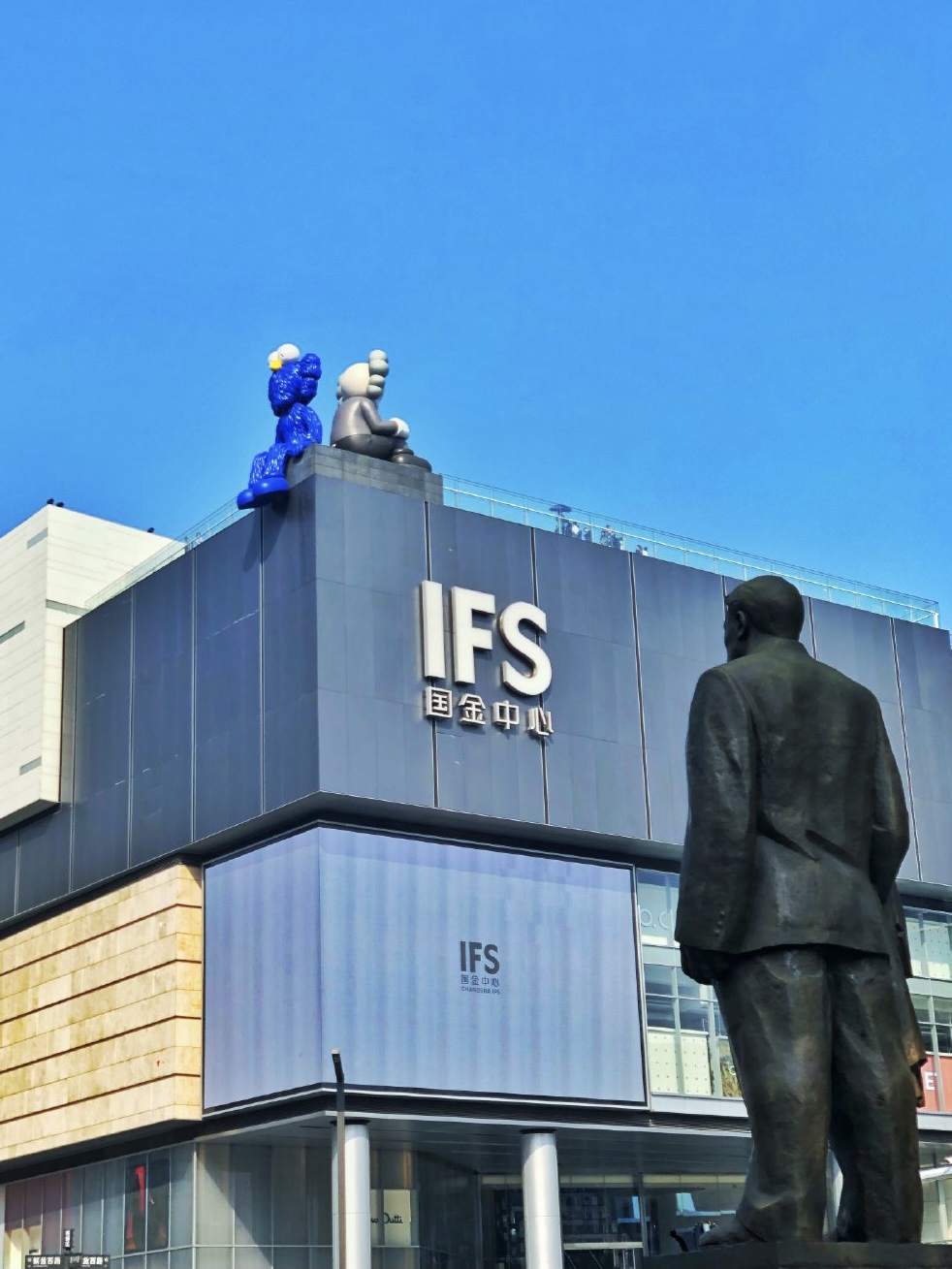
長沙IFS商場

长沙国际金融中心電梯配置列表（一律採用日立電梯）

### 辦公部份
- 辦公1區客梯（6部）：3、8、9、11-18
- 辦公2區客梯（6部）：3、19-27
- 辦公3A區客梯（4部）：30-38
- 辦公3B區客梯（4部）：30、39-42、44、45
- 辦公4區客梯（4部）：30、46-55
- 辦公5區客梯（4部）：58-66
- 辦公6區客梯（4部）：58、67-69、71-73
- 辦公7區客梯（4部）：58、74-82
- 來往辦公3A、3B、4區空中大堂（8部）：4、8、30
- 來往辦公5-7區空中大堂（8部）：4、8、58
- 停車場專用（4部）：P5-P3、LG2、1、3、4
- 低區載貨電梯（1部）：P3、P3M、1、4、6、8-28、30-55
- 高區載貨電梯（1部）：P3、1、4、7、43、56、58-84、93
- 消防人員專用載貨電梯（2部）：P3、P3M、LG2、LG1、1-93

### 酒店部份
- 酒店樓層客梯（10部）：85-93
- 酒店穿梭客梯（4部）：4-6、8、92、93
- 停車場專用（3部）：P5、P4、1、3-6、8
- 載貨電梯（2部）：84-93
- 載貨電梯（1部）：P3、P3M、LG1、1、4-8、83-93
- 載貨電梯（3部）：P3、LG2、LG1
- 基座商場專用載貨電梯（2部）：P5-P3、LG2、LG1、1-3